# Affaire du talc Morhange
Pour les articles homonymes, voir Morhange.
L'affaire du talc Morhange est un scandale sanitaire lié à l'empoisonnement accidentel de nourrissons par du talc en France dans les années 1970, conduisant à la mort de 36 enfants et à l'intoxication de 168 autres, puis à l'indemnisation, six ans plus tard, des familles des victimes, sous la pression d'enquêtes menées par le journalisme d'investigation.
Les condamnés en justice ont bénéficié en 1980 d'une amnistie. Les pouvoirs publics ont en outre décidé de renforcer les conditions de mise sur le marché de nouvelles molécules.

## L'affaire
Le Monde fait remonter en avril – mai 1972 les premières atteintes — « éruptions, diarrhées, convulsions, coma » — dans les Ardennes et dans l'Aube, sans y trouver d'explication. Les médecins adressent les bébés au Pr Stéphane Thieffry (hôpital Saint-Vincent-de-Paul), qui le 1er juillet 1972 alerte le ministère de la Santé sur ces affections inexpliquées. Le 17 août, les analyses arrivent à leur conclusion. Une enquête de l'Inserm menée par le Dr Gilbert Martin-Bouyer établit que ces morts sont dues au talc Morhange et à la présence dans celui-ci d'hexachlorophène, un bactéricide puissant et hautement toxique, en concentration excessive. Le gouvernement réagit immédiatement et fait supprimer toutes les boîtes de talc Morhange du marché. À l'époque, la toxicité de l'hexachlorophène n'était pas connue du grand public. Une étude non publiée menée sur des cochons d'Inde en 1939 montrait qu'une dizaine d'entre eux étaient morts dans les trois jours suivant l'ingestion du produit. 
L'enquête révèle qu'une erreur de manipulation a conduit à mélanger 38 kg d'hexachlorophène à 600 kg de talc. Plus de 200 enfants sont atteints (mort, coma ou séquelles neurologiques). La présence d'hexachlorophène dans l'usine était connue, mais la teneur de ce composant dans le produit fini devait être très faible ; l'erreur de manipulation a consisté à mélanger un bidon de talc normal avec un fond de bidon d'hexachlorophène, croyant que ce dernier bidon contenait du talc. Cette erreur conduisit à la mise en circulation de flacons ayant une teneur anormalement élevée d'hexachlorophène.
La toxicité des flacons incriminés n'était donc pas due au fait qu'ils contenaient de l'hexachlorophène, mais à la quantité qu'ils en contenaient. 
La découverte de cette erreur a nécessité plusieurs mois d'investigations, suivis de près par des journalistes, et a permis de comprendre la cause des décès de nourrissons. Le produit ne présentait à l'époque aucun danger particulier dans sa composition nominale. La firme Morhange, qui commercialisait le produit, ne disposait ni des équipements ni du personnel compétent pour mener des contrôles de conformité, pas plus que la société de conditionnement, Setico. Via Setico transitait également l'hexachlorophène, commercialisé par l'entreprise suisse Givaudan, filiale du groupe multinational Hoffmann-Laroche. Les différents produits transitant par le hangar de Setico étaient stockés dans le plus grand désordre,. À l'époque, la législation ne classait pas l'hexachlorophène parmi les substances dangereuses, carence comblée ensuite en septembre 1972 et septembre 1973.
L'affaire mit sept ans à être jugée. La société Givaudan et son directeur, Hubert Flahault, furent mis en cause et poursuivis. De nombreuses familles, de guerre lasse, abandonnèrent les poursuites et se contentèrent des indemnités proposées. Mais c'est seulement six ans après le drame que Givaudan a décidé de proposer d'indemniser, avant toute décision de justice, les familles des victimes.
L'affaire fut jugée en octobre 1979. M. Flahault était défendu par Robert Badinter qui déclara : « Ce n'est pas une société qui est jugée mais un homme, je me sens le devoir de défendre cet homme. » Le principe de responsabilité pénale des personnes morales n'existant pas encore en droit français, seuls des individus pouvaient en effet être poursuivis. La société commercialisant le produit, Morhange, et la société de conditionnement, Setico, n'étaient ni solvables ni assurées contre une catastrophe de cette ampleur.
Certains auteurs établissent un parallèle entre cette affaire et celle de la poudre Baumol, un autre empoisonnement au talc qui s'est produit en 1952,.

## Condamnation et amnistie
Le jugement condamne les cinq inculpés à des peines de prison (un à vingt mois, réduites en appel à douze mois). Ces peines sont  amnistiées en décembre 1980 sur la base de la loi d'amnistie no 74-643 du 16 juillet 1974, consécutive à l'élection présidentielle de 1974,,,,.
Cette affaire a contribué à inciter les pouvoirs publics à renforcer les conditions de mise sur le marché de nouvelles molécules. En particulier, l'usage de produits toxiques dans les cosmétiques a été davantage réglementé.
Un suivi avait été mis en place pour évaluer les troubles de l'apprentissage et les difficultés cognitives dont souffrent encore les victimes, mais fut finalement abandonné faute de moyens.

## Effets collatéraux
La marque de dentifrice Signal axait alors sa publicité sur le fait que ses rayures rouges contenaient de l'hexachlorophène. Bien qu'aucun problème n'ait été signalé sur son produit, elle décida pour éviter toute connotation fâcheuse de faire disparaître le nom de ce bactéricide de sa communication.

#### Sources académiques
- Laurence Coiffard et Céline Couteau, « De l'inﬂuence de scandales sanitaires sur la réglementation des produits cosmétiques », Médecine et droit, no 143,‎ mars–avril 2017, p. 51–55 (DOI 10.1016/j.meddro.2016.12.001, présentation en ligne).
- (en) Benjamin Coulomb, « Television at the Crossroads of the History of Consumption and Health : The Morhange Talc Affair (1972–1981) », VIEW Journal of European Television History and Culture, vol. 9, no 18,‎ 2020, p. 55–67 (DOI 10.18146/view.223).
- (en) Alastair Hay (en), chap. 3 « Hexachlorophene », dans The Chemical Scythe : Lessons of 2,4,5-T and Dioxin, New York, Plenum (Springer), coll. « Disaster Research in Practice (DRP) », 1982, XI-264 p. (ISBN 978-1-4899-0341-9, 978-0-306-40973-8 et 978-1-4899-0339-6), p. 69–76, DOI 10.1007/978-1-4899-0339-6_4, en particulier p. 71–73 [lire en ligne].
- (en) Gilbert Martin-Bouyer, Maurice Toga, Roger Lebreton, Paul D. Stolley et Jean Lockhart, « Outbreak of accidental hexachlorophene poisoning in France », The Lancet, vol. 319, no 8263,‎ 9 janvier 1982, p. 91–95 (PMID 6119504, DOI 10.1016/S0140-6736(82)90225-2, lire en ligne).
- D. Nguyen Thanh-Bourgeais, « La sécurité des consommateurs : Réflexions sur l'affaire du talc Morhange », Recueil Dalloz, no 12,‎ 1981, p. 87–94.

#### Sources journalistiques
- Pierre Bienvault, « Le talc Morhange a empoisonné et tué 36 bébés », La Croix, 14 septembre 2002 (version du 25 août 2016 sur Internet Archive).
- Claudine Escoffier-Lambiotte, « Procès à l'automne pour le talc à l'hexachlorophène : De la lavande au poison », Le Monde, 20 juillet 1977.
- Martine Laronche, « Les enfants du talc Morhange : Les victimes d'intoxication à l'hexachlorophène ont souffert, indique une étude de l'OMS, de retards dans leur développement intellectuel », Le Monde, 27 février 1991.
- Josyane Savigneau et Damien Régis, « La mort de trente-six bébés en 1972 : La cour d'appel de Versailles examine l'affaire du talc Morhange », Le Monde, 20 septembre 1980.

### Documentaires
- Ludovic Tac (réal. et aut.), « L'Affaire du talc maudit », 50 ans de faits divers, Bonne Pioche et NBC Universal Global Networks France (prod.), 2006, diffusé sur 13e Rue (à partir du 26 janvier 2007), France 5 (à partir du 17 mars 2007), RMC Découverte (7 août 2019), RMC Story (à partir du 12 janvier 2020) [présentation en ligne].
- Fabrice Drouelle (prod.) et Juliette Prouteau (aut.), « Le scandale du talc Morhange », Affaires sensibles, sur radiofrance.fr, France Inter, 2 juin 2025.